# Minin-und-Poscharski-Denkmal

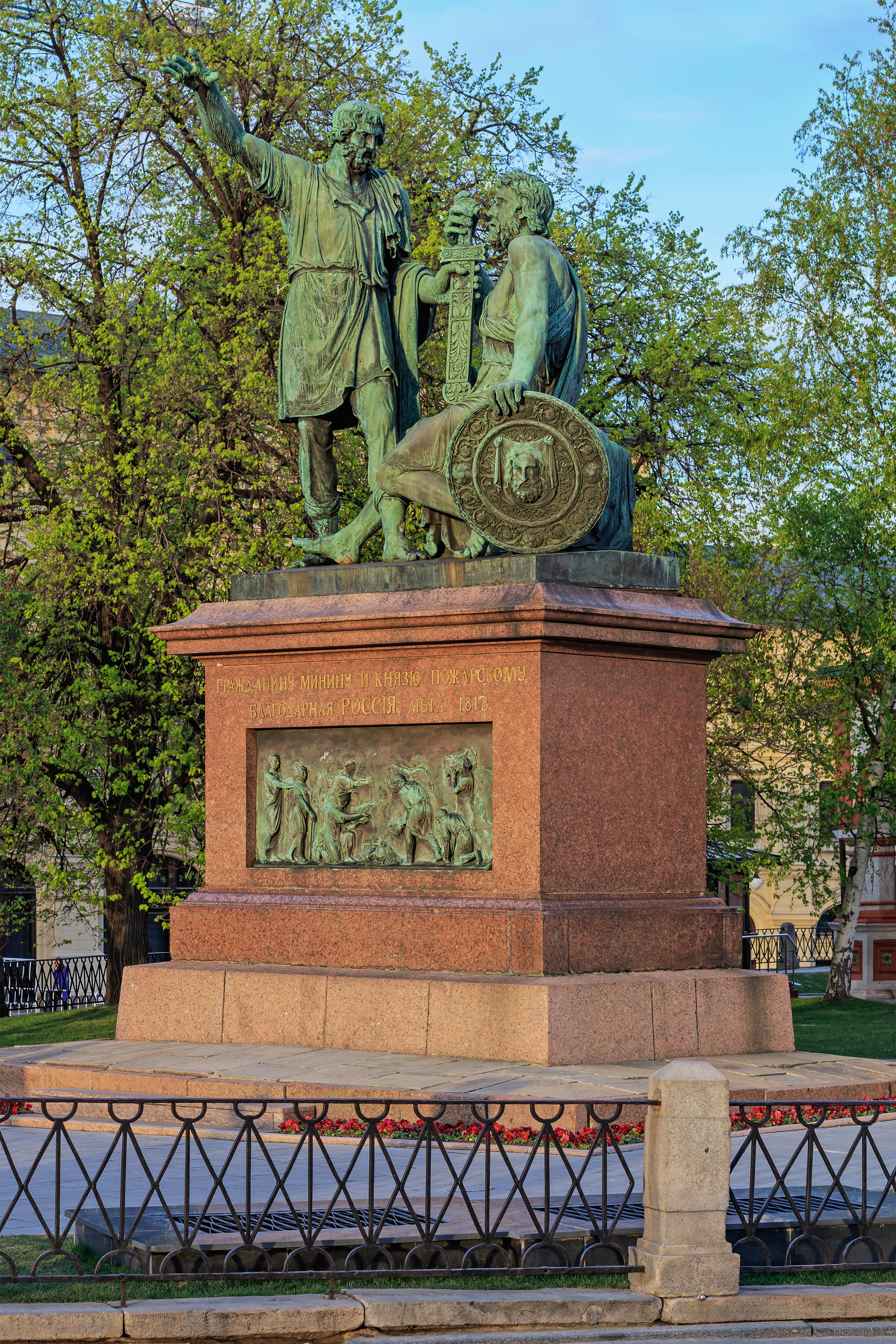
Das 8,8 Meter hohe Denkmal für Minin (stehend) und Poscharski (sitzend). Inschrift: „Dem Bürger Minin und dem Fürsten Poscharski, das dankerfüllte Russland, 1818“

Das Denkmal für Minin und Poscharski (russisch Памятник Минину и Пожарскому) ist eine 20 Tonnen schwere Bronzeplastik des Bildhauers Iwan Martos, die vor der Basilius-Kathedrale auf dem Roten Platz in Moskau steht.
Das Denkmal wurde am 20. Februar 1818 eingeweiht und gedenkt, wie es wörtlich in der Inschrift lautet, „dem Bürger Minin und dem Fürsten Poscharski“, die Anführer des Volksaufstandes gegen die polnische Intervention 1611, und ihren Sieg über die Polen 1612.

## Geschichte des Denkmals
Ursprünglich sollte das Denkmal in Nischni Nowgorod aufgestellt werden, wo der Volksaufstand seinen Anfang genommen hatte. Das Sammeln der Gelder für die Errichtung des Denkmals begann 1803, auf Initiative der Mitglieder der „Freien Gesellschaft der Liebhaber der Sprache, der Wissenschaft und der Kunst“. Diese Gesellschaft schlug denn auch vor, den Volkshelden Kusma Minin ins Zentrum der Komposition zu stellen.
Der Bildhauer Iwan Martos begann umgehend mit der Arbeit. 1807 veröffentlichte er einen ersten Kupferstich vom Modell des Denkmals.
Bis 1808 nahm allerdings die allgemeine Begeisterung für das Denkmal allmählich ab. Daraufhin ergriffen die Einwohner Nischni Nowgorods selbst die Initiative. Am 2. Mai 1808 wurde auf Anordnung des Präsidenten der Akademie der Bildenden Künste ein Wettbewerb für das Denkmal ausgeschrieben, an dem neben Iwan Martos die Bildhauer Prokofjew, Demut-Malinowski, Pimenow (Sr.), Thomon und Michailow teilnahmen.
Im November 1808 ging Martos als Sieger aus dem Wettbewerb hervor. Daraufhin erging ein Erlass des Zaren zum Sammeln der Gelder. Am 1. Januar 1809 wurden russlandweit Kupferstiche des Siegerentwurfs versandt, „auf dass dieser allen Russen bekannt werde“. Die Abbildung stimmte in fast allen Details mit dem heutigen Denkmal überein – wich allerdings deutlich von Martos' ursprünglichem Entwurf aus dem Jahre 1807 ab.

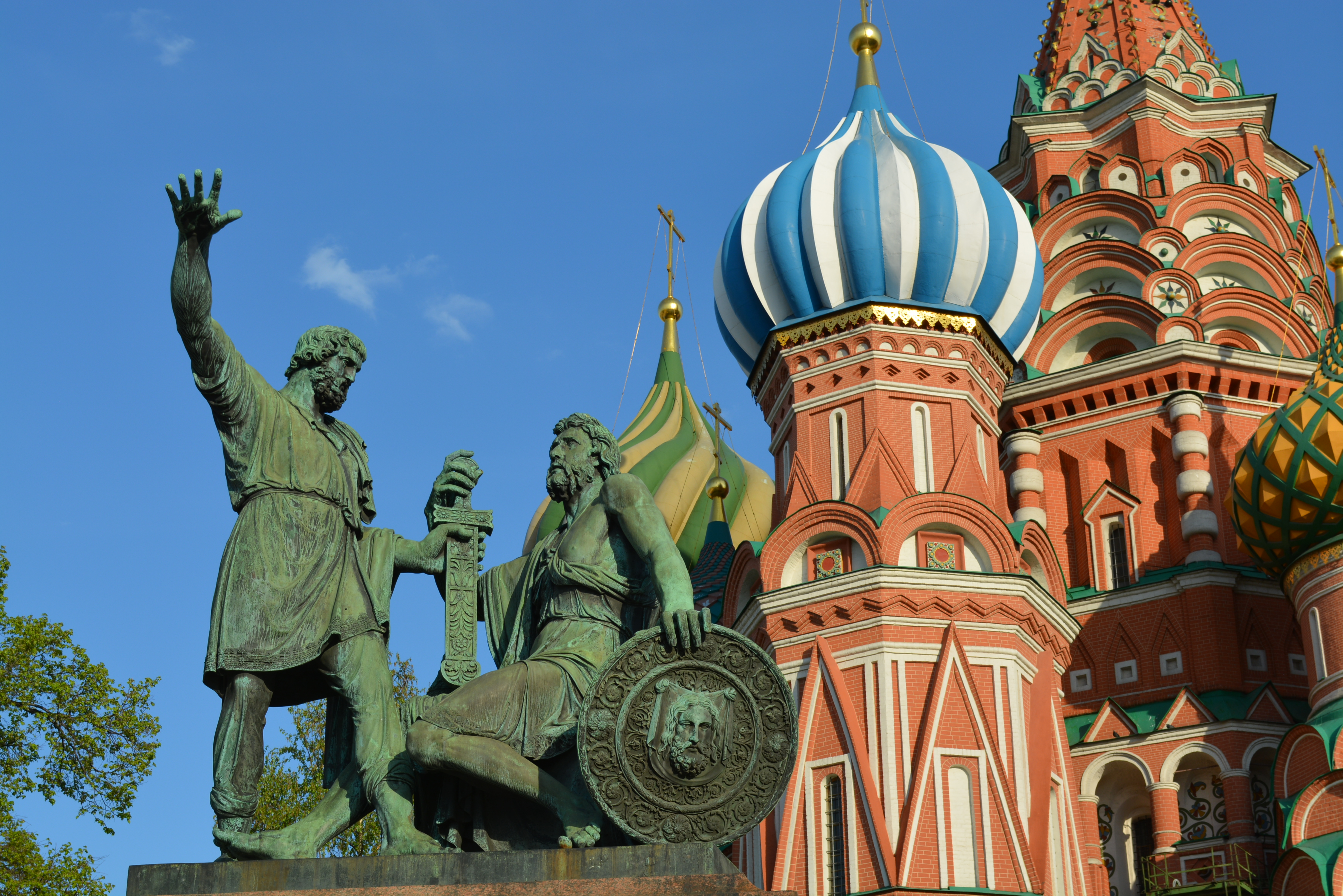
Detailaufnahme des Denkmals, im Hintergrund die Basilius-Kathedrale

Bis 1811 wurden genug Gelder gesammelt, um die Arbeit am Denkmal zu beginnen. Gleichzeitig wurde entschieden, das Denkmal nicht in Nischni Nowgorod, sondern auf dem Roten Platz in Moskau aufzustellen. (In Nischni Nowgorod sollte indes ein Obelisk errichtet werden.)
Mit der Arbeit am ersten, kleineren Modell wurde 1812 begonnen – zur Zeit des Überfalls Napoléons I. auf Russland. Wegen des ausgebrochenen Krieges, der auch Moskau nicht verschonte, ging die Arbeit nur mühsam voran. Erst 1815 vollendete Martos ein erstes großes Modell, welches zur öffentlichen Begutachtung ausgestellt wurde.
Das ohnehin große allgemeine Interesse am Denkmal erreichte nach dem Sieg gegen Napoléon ungeahnte Ausmaße. Die Russen sahen die Skulptur als Symbol des Sieges. Die Tagespresse erstattete regelmäßig Bericht über den Fortgang der Arbeiten und widmete dem Denkmal immer wieder große Artikel, in denen u. a. die Technologien beschrieben wurden, die bei der Arbeit am Denkmal zum Einsatz kamen. Den Guss führte Wassili Jekimow durch.
Fertiggestellt wurde das Denkmal in Sankt Petersburg und von dort über Nischni Nowgorod nach Moskau verschifft. Die Überführung fand vom 21. Mai bis 6. September 1817 statt. Die Aufstellungsarbeiten dauerten bis in den Februar 1818 an. Das Postament war von Samson Suchanow angefertigt worden.
Am 20. Februar 1818 wurde das Denkmal schließlich in einer feierlichen Zeremonie mit Militärparade enthüllt. Ursprünglich stand die Skulptur allerdings nicht vor der Basilius-Kathedrale, sondern vor dem Haupteingang der Oberen Handelsreihen (heute Warenhaus GUM). Erst 1930 wurde sie an die heutige Stelle verlegt, um mehr Platz für Militärparaden und Großdemonstrationen zu schaffen.

## Rezeption
Die Inschrift „Dem Bürger Minin und dem Fürsten Poscharski, das dankerfüllte Russland, 1818“ wurde von Alexander Puschkin kritisiert: „Die Aufschrift ‚dem Bürger Minin‘ ist natürlich nicht zufriedenstellend: für uns ist er entweder der Bourgeois Kosma Minin mit dem Spitznamen Suchorukoj [‚Trockene Hand‘, Anm. d. Übers.], oder aber der Edelmann Kosma Minitsch Suchorukoj, oder aber Kusma Minin, Abgeordneter des gesamten Moskauer Staates, wie es in der Ernennungsurkunde aus der Hand Michail Fjodorowitsch Romanows [also des Zaren, Anm. d. Übers.] steht. Es wäre nicht schlecht, das alles zu wissen – ebenso, wie den Namen und den Vaternamen des Fürsten Poscharski“.
Die Restaurierung dieses Denkmals begann im November 2020, das Denkmal wurde zu diesem Zweck nicht von seinem jetzigen Standort entfernt, vielmehr wurde ein Pavillon darüber gebaut. Die Restaurierung wurde von der interregionalen wissenschaftlichen Restaurierungskunstverwaltung (MNRHU) und der Restaurierungswerkstatt ‚Heritage‘ durchgeführt und u. a. unterstützt von Vladimir Mashkov, Grigory Leps, Igor Ugolnikov und Oksana Fedorova. Der größte private Beitrag wurde von Vladimir Gruzdev geleistet.

## Kopie in Nischni Nowgorod
Am 4. November 2005 wurde in Nischni Nowgorod eine um nur fünf Zentimeter kleinere Kopie des Minin-und-Poscharski-Denkmals aufgestellt. Dieses „Schwesterdenkmal“ steht vor dem Nowgoroder Kreml, neben der Kirche Johannes’ des Täufers, von deren Aufgang aus Kusma Minin 1611 das Volk zur Verteidigung Moskaus gegen die Polen aufrief. Die Aufschrift auf dem Schwesterdenkmal ist identisch mit der des Originals, allerdings ohne Angabe der Jahreszahl. Die Kopie wurde von dem georgisch-russischen Bildhauer Surab Zereteli erstellt.